# 華厳山
華厳山（けごんやま）は、丹沢の東部に位置し、神奈川県厚木市、愛甲郡清川村をまたぐ標高602mの山。

## 付近の山
- 経ヶ岳（663m）
- 辺室山（664m）

## 主な登山口
- 半原越